# Das Vertrauen
Das Vertrauen ist ein Roman von Anna Seghers. Nach Vorabdrucken in der FDJ-Wochenzeitung Forum wurde der Roman im November 1968 im Aufbau Verlag publiziert. Es handelt sich um den letzten Seghers-Roman und um die Fortsetzung des Seghers-Romans Die Entscheidung.

## Kurzbeschreibung
Vor dem Hintergrund der Vorgeschichte, Nachgeschichte und eigentlicher Schilderung des Aufstands vom 17. Juni 1953 schildert Das Vertrauen verschiedene Persönlichkeitsstrukturen, personale Beziehungsgeschichten und sonstige Erlebnisse verschiedener Protagonisten, unter denen die Hauptfigur durch ein Fehlverhalten zwar der Partei-Karriere in der DDR entbehren muss, aber dafür das Liebesglück findet.

## Inhalt

### Haupthandlungsstrang in der DDR
Der aus Die Entscheidung bekannte Ingenieur Riedl, stellvertretender Direktor im Stahl-VEB Kossin, reist für einen Interzonenhandels-Abschluss zur Firma Greibisch nach Westdeutschland, trifft dort unter anderem auch auf den aus Kossin geflohenen Arbeiter Gerhard Bechtler, lässt dort durch diverse Besuche seine Vergangenheit aufleben: „Einen lebenden Faden zu fassen hab ich gehofft. Ich hab nichts gefaßt“. Mit seinem Chauffeur kehrt Riedl in die DDR zurück, in eine Alltagswelt mit Arbeit und deren Scheitern (z. B. einem abgelehnten Verbesserungsvorschlag), Paarbeziehungen und deren drohendem Scheitern (z. B. eine Entfremdung seines Schützlings Thomas Helger von dessen stalinverehrender Freundin Lina Sachse, mit der er nicht zusammenziehen will), Politik und deren Scheitern, z. B. die Rezeption des Slánský-Prozesses durch Lina, „ganz unglaubliche Dinge, die in Prag passiert sind. Auch wieso sie passieren konnten, hat man erklärt“, so Lina über eine Parteisitzung: „Nicht nur in Prag, im ganzen Land stecken Agenten in Ämtern und Betrieben“, denen auch Thomas‘ Lern-Kumpel Heinz Köhler in Linas Augen nahesteht, was Thomas abstreitet: „Heinz Köhler hat ’ne freche Schnauze, ja, aber ein Agent, wie du das nennst, ist der nicht“. Außerdem wiegelt Lina Thomas‘ Nachdenklichkeit über die angebliche Ärzteverschwörung ab. Während in Thomas‘ Beziehung zu Lina die Entfremdung einzieht, trifft Thomas eine alte Bekannte wieder: Pimi, mit der er unmittelbar nach dem Krieg zusammen in einer Kinderbande Mundraub beging. Pimis merkwürdiger Zauber macht für Thomas sogar eine Wanderung am Fluss zu einem wunderbaren Erlebnis: „Das verstärkte noch sein Gefühl, in eine fremde Gegend versetzt zu sein. Daran war nichts Erstaunliches, weil einem im Traum nichts erstaunt.“ Ebenso wenig erstaunlich: dass Lina bald darauf als „überzeugte Stalinistin“ von Stalins Tod massiv betroffen ist, während sie die Tatsache kalt lässt, dass die Ärzteverschwörung frei erfunden war – bei Thomas ist es genau andersherum: „Auf ihn machte die Sache mit Stalins Ärzten größeren Eindruck als Stalins Tod“. Da Lina mit Stalins Tod beschäftigt ist, nähert sich Thomas noch weiter an Pimi an, während Heinz Köhler mit Toni Enders anzubändeln versucht, die zwar für Thomas schwärmt, jedoch sehr von Heinz’ Fürsorge für dessen kranke Mutter eingenommen ist. Allerdings teilt Toni Heinz’ Haltung zur DDR nicht, in der eine Normenerhöhung droht: „Was früher saftige Prämien abwarf, soll jetzt für alle die Norm sein“, erregt sich der arbeitsstolze Kossiner Gießer Heiner Schanz: „Was früher ’erfüllt‘ hieß und ’übererfüllt‘, und wir haben’s glatt geschafft, weil wir nun mal hinter der Arbeit her sind, das soll jetzt jeder machen.“ Die linientreue Lina und der ungläubige Thomas kommen derweil nicht wieder zusammen: „Er hatte Lina gegenüber kein Unrechtsgefühl; Lina sah ihn zwar öfters traurig an, sie wartete, daß er sie ansprechen würde, sich mit ihr versöhnen. Denn sie waren gar nicht mehr richtig zusammen gewesen seit ihrem letzten Streit – wenn so etwas wie die Freilassung der Stalinärzte in Moskau und die Meinungsverschiedenheit über den Grund dieser Freilassung ein Zerwürfnis zwischen zwei jungen Leuten herbeiführen konnte.“ Thomas geht mit Pimi auf eine Zelt-Tour, es kommt zum Geschlechtsverkehr: „Sie war kühl und glatt. Nicht katzenhaft. Auch nicht elfisch. Sie war fügsam und gut. Alles war gut.“ Pimi lädt Thomas ein, in der Folgewoche mit ihr zusammen eine Freundin in West-Berlin zu besuchen. „Thomas zögerte mit der Antwort. Im Innern war er sehr darauf aus, sich Westberlin anzusehen. […] Da gibt es das andre Leben. Nach Büchern kann ich mir kein Bild machen. Ich muß mit eignen Augen sehn, was viele Leute wild macht, ganz gierig, ganz untreu.“ Noch vor dem Besuch allerdings berichtet Lina Thomas, dass Heinz und Toni ein Paar wären, Thomas versucht Toni zur Rede zu stellen, doch Toni wiegelt ab: „Mein Bruder bist du nicht, du hast gar nichts mit mir zu tun. Red ich dir vielleicht wo was drein? Keine Spur.“ Obwohl die Begierde nach Pimi über Thomas genauso verschwunden wie gekommen war, geht Thomas mit Pimi nach West-Berlin, „dieser unbekannten Stadt, die ein unbekanntes Land war, von dem es immerfort hieß, es sei etwas unglaublich Besonderes, es sei nichts dran, es sei alles dran, es sei Lug und Trug, es sei herrlich, kümmerlich seien diese Herrlichkeiten, dort findest du, was dein Herz begehrt. Alles dran? Was schon, zum Beispiel? Was denn begehrt dein Herz?“ In einem Zimmer, das Pimis Freundin gehört, kommt es abermals zum Geschlechtsverkehr zwischen Pimi und Thomas, während die eigentlich in Thomas verliebte Toni ihren Verehrer Heinz Köhler zu einer FDJ-Dampferfahrt nötigt, die Heinz „unerträglich“ findet, während Lina es unerträglich findet, dass Thomas alternativ zur FDJ-Dampferfahrt einen Westberlin-Ausflug bevorzugte. Später wird die Volkspolizei bei Thomas vorstellig, weil er seitens der Westberliner Polizei bezichtigt wird, für einen Diebeszug Pimis Schmiere gestanden zu haben, woraufhin Thomas entgegnet, das könne nicht sein, weil er nur außerhalb der wochenendlichen Ladenöffnungszeiten mit Pimi in West-Berlin weilte und zu Arbeitsbeginn am Montag wieder in Kossin. Obwohl Thomas‘ Darstellung bestätigt wird, verliert Thomas seinen Platz in der FDJ-Leitung und seinen alsbaldigen Studienplatz, was Heinz Köhler so kommentiert: „Nun, siehst du? Kannst du mich jetzt verstehen? Du hast irgendwas gemacht, was denen nicht paßt. Und plötzlich soll’s nicht mehr in dir drin sein: Die Fähigkeit zum Ingenieur.“
In dem Streit um die Normenerhöhung kommt es zu einer neuen Entwicklung: „In einem neuen Beschluß hatte das Politbüro vorgeschlagen, verschiedne Anordnungen zurückzunehmen, die Widerspruch erregt hatten in vielen ganz verschiednen Gebieten des Lebens“, doch reicht das Thomas‘ Zimmer-Mitbewohner Paul Weber nicht, in dessen Brigade auch Heinz Köhler arbeitet: „Sie sagen jetzt, wir dürfen nur nicht lockerlassen, dann geben die klein bei.“ Weber fürchtet aufgrund der Normenerhöhung nicht nur um seine Prämien, sondern auch um seinen guten Ruf: „Er hielt als Brigadier glatt, ohne Zwischenfall, seine Leute zusammen; jeder wußte: Für mich springt was raus, wenn ich Weber gewähren lasse.“ Bei einer Normenerhöhung wäre somit Webers Führungsaufgabe erschwert. Weber beruft sich ferner darauf, dass die Arbeiterklasse „in schweren Kämpfen Rechte erworben“ habe: auch Streik. „Wenn jemand einwarf, bei uns gibt es doch kein Oben und Unten mehr, überging Weber solchen Einwurf mit einem schmalen Lächeln.“ Mit anderen unwillfährigen Arbeitern trifft sich Weber konspirativ unter anderem in der Wohnung des Stahlwerk-Beschäftigten Heiner Schanz, von dessen schwangerer Frau Ella ungestört: „Sie war träge und schläfrig geworden, sie hatte nur das Kind im Sinn, das bald zur Welt kommen würde, und nichts andres.“ Bei einem dieser Treffen taucht auch der einst in den Westen geflüchtete ehemalige VEB-Arbeiter Gerhard Bechtler auf, angeblich nur, weil er für den Westen auf Montage bei Kossin weilte und die Gelegenheit nutze, Ella wiederzusehen. Außer Bechtler sind an jenem Morgen noch weitere Ella unbekannte Gäste in der Wohnung von Ella und Heiner Schanz, behaupten, der abwesende Heiner hätte versichert, Ella könne sie über eine Brücke zu einem vom Fluss abgetrennten Nachbarort führen, deren Brückenkopf zwar auf dem Werksgelände des Stahl-VEB liegt, aber nicht abgesichert und daher durch alle Einheimischen als Abkürzung auf die andere Fluss-Seite genutzt wird. Während sich Ella mit den Gästen ihres Mannes zum Brückenkopf aufmacht, ruft Weber innerhalb des Stahlwerks zum Generalstreik auf. Unter anderem Heinz Köhler beginnt zu streiken, Thomas Helger und Lina Sachse machen weiter ihre Arbeit, es kommt innerhalb des Betriebs zu Wortgefachten, und Heiner Schanz schlägt den aus Die Entscheidung bekannten Gewerkschaftsfunktionär Strucks bewusstlos, während sich draußen vor dem Werk der als Wachmann arbeitende Großvater von Toni Enders über das Erscheinen von Ella und ihrem Gefolge wundert: „Er bekam sofort einen scharfen, seitlichen Schlag. Er taumelte. Gerade in diesem Augenblick drehte Ella den Kopf. Man hatte vermutlich damit gerechnet, sie könnte, ohne sich noch mal umzudrehen, gedankenlos bis zum Steg vorangehen. Doch als Ella […] Enders wortlos taumeln sah und auch davon Kenntnis nahm, daß eine ganze Gefolgschaft im Rücken des Schlägers beisammen war, da ging ihr ein Licht auf.“ Ella führt daher diejenigen, denen sie als Ortskundige dient, auf dem Werksgelände ein wenig in die Irre, bricht in Warnrufe aus. „Sie stürzten über Ella weg tiefer hinein in das Werksgelände. Doch Ella schrie immer weiter, auch als alle schon über sie weg waren, ohne die Tritte zu spüren“, verliert Ella das Kind, verliert das Leben. Da sich in der Stadt Kossin eine Demonstration bildet, die sich mit den streikenden Arbeitern am Haupttor des Stahlwerks zusammentun will, lassen Werksleiter und der sowjetische Kontrolloffizier Panzer in der Stadt auffahren, der für das Stahlwerk zuständige Parteisekretär Richard Hagen ist jedoch der Meinung, dass es in der Belegschaft noch genug Linientreue für eine friedlichere Lösung gäbe, und überredet die Obrigkeit, die Panzer nicht auf das Werksgelände fahren zu lassen: „Fertig zu werden mit den anderen – ohne Panzer. Wir haben keine Panzer gebraucht, wird es später heißen. Ich weiß, wer fertig wird mit wem. Das ist es, wofür ich bürgen kann. […] Wenn es hier die Menschen verstehn, ohne Zwang, ohne Drohung bei ihrer Arbeit bleiben oder die Arbeit wieder aufnehmen, dann muß das eine große Bedeutung haben. Denn unser Werk […] ist so was wie ein Beispiel.“ Hagens Vorhaben gelingt tatsächlich, doch in der Folge kommt es zu Verhaftungen: Heinz Köhler wird durch den niedergeschlagenen Gewerkschaftsfunktionär Strucks irrtümlich als Täter bezichtigt und verhaftet (später rückt der durch den Aufstand verwitwete tatsächliche Strucks-Schädling Heiner Schanz das zurecht), Weber flieht in den Westen, der für den Bentheim-Konzern vor Ort weilende Agent Provocateur Helmut von Klemm ebenfalls. Der Agent Provocateur Bechtler allerdings begeht den Fehler, für Ella Schanz’ Beerdigung im Osten zu bleiben, wird verhaftet. Da Heinz Köhler trotz der Entlastung durch Heiner Schanz wegen weiterer konterrevolutionärer Gründe inhaftiert bleibt, können Thomas Helger und Toni Enders, die schon immer für Thomas schwärmte, nun ein Paar werden; Thomas beginnt zuvor ein berufsbegleitendes Fernstudium, ebenso Richard Hagen. Außerdem wird der Roman des verstorbenen, aus Die Entscheidung bekannten Spanien-Kämpfers Herbert Melzer „veröffentlicht und findet bei Mitgliedern aller Generationen ein großes Echo – ein Ausdruck von Seghers‘ Hoffnung, mittels Literatur ein Geschichtsbewusstsein lebendig und produktiv erhalten zu können.“

### Nebenhandlungsstränge im kapitalistischen Westen (Bundesrepublik, USA, Mexiko)
Der in Die Entscheidung in den Westen geflohene ehemalige Kossin-Werkleiter Professor Berndt trifft in fluchtartiger Hast bei seiner Frau Dora im Schwarzwald ein, erklärt, er könne nicht mit seinem Mit-Flüchtling Büttner unter einem Dach arbeiten, hätte das dem Junior-Chef Eugen Bentheim auch mitgeteilt. Dieser bekommt währenddessen von einem CIA-Mann abgeraten, Professor Berndt in den westdeutschen Bentheim-Werken zu beschäftigen: „Ihnen ist es um Leute zu tun, die ihr ganzes Vertrauen haben. Wie könnte man das behaupten von einem Mann, der sich weigert, Auskunft zu geben über ein Werk im Osten, das er genau kennt?“ Auch Stephen Wilcox, der US-Kontrolloffizier in den Bentheim-Werken, legt den Bentheims nahe, Berndt in ein US-Arbeitsverhältnis weiterzureichen, da sonst dessen Rückkehr in die DDR drohe. Berndt geht auf das Angebot ein, das angeblich auf ein Jahr befristet sei, seine Frau Dora wird mit den Kindern im Schwarzwald bleiben. Ende Februar 1953 reist Berndt per Schiff nach Nordamerika, wo er es später im mexikanischen Monterrey bis zum Werksdirektor der US-Firma bringen wird; an Bord des Schiffes weilt auch Helen Wilcox, die mit ihrem Mann Stephen in Scheidung lebt. Auf dem Schiff wird Stalins Tod ebenso Thema wie im Bentheim-Konzern: Der Junior-Chef Eugen Bentheim berät sich mit seinem väterlichen Ratgeber, dem Kommerzienrat Castricius, in dessen Villa, bringt dorthin auch seine Geliebte Helga Büttner mit, berichtet Castricius, dass der Bentheim-Konzern einen „eigenen Nachrichtendienst“ in eben jener Firma Greibisch platziert habe, mit der der Kossiner Vize-Direktor Riedl im Herbst des Vorjahres einen Interzonenhandel abgeschlossen habe, so dass „zwei, drei“ Bentheim-Angestellte in Greibischs Namen auf Montage bei Kossin wären. Zu diesem „eigenen Nachrichtendienst“ gehört auch Helmut von Klemm, ein Freund des verstorbenen Eugen-Bruders und ursprünglichen Firmen-Erben Otto Bentheim. Castricius jedoch hält weder etwas von Helga Büttner noch von der Idee, dass Stalins Tod irgendetwas in der DDR ändern würde: „Vielleicht haben da drüben die Leute gedacht, ‘ne Menge wollen wir anders haben, aber nicht genau das, was der Bentheim will, der versteht unter ’anders‘ was anderes als wir.“ Eugen Bentheim wird nicht nur dieser Castricius-Einschätzung folgen, sondern auch dem Castricius-Ratschlag hinsichtlich Helgas: „Er zog sich nicht scharf zurück – das war nicht seine Art –, er legte Pausen ein zwischen den Treffen.“
Helen Wilcox sucht derweil in den USA Arbeit, erhofft solche bei Barclay, dem Verleger des Ex-Schwagers von Stephen Wilcox, Herbert Melzer. Helen erhält einen Arbeitsplatz bei einem zufällig bei Barclay weilenden achtunddreißigjährigem US-Archäologen und später über den Archäologen von Barclay das Roman-Manuskript des verstorbenen, aus Die Entscheidung bekannten Interbrigaden-Kämpfers Herbert Melzer. „Sein letztes, das Barclay zurückwies. Barclay sagte, Sie, Helen, würden sich auskennen. Es wäre sicher für Sie ein Vergnügen, das Ding zu lesen“, so der Archäologe – ein Ausdruck von Seghers‘ Hoffnung, mittels Literatur auch Grenzen und Systeme zu überschreiten.

## Textanalyse
Bei dem Roman Das Vertrauen handelt es sich um ein auktorial und personal erzähltes, „großangelegtes Geschichts- und Gesellschaftsporträt“. Der Berichtszeitraum beginnt im Herbst 1952 und endet frühestens nach der Ermordung Lawrenti Berias am 23. Dezember 1953. Die Handlung spielt im fiktiven ostdeutschen Kossin, im fiktiven westdeutschen Hadersfeld und weiteren westdeutschen Orten, in New York und weiteren Orten im Osten der USA sowie im mexikanischen Monterrey. Die Handlung fokussiert sich hierbei allerdings „auf den Kossiner Schauplatz“.

### Figuren
Die meisten Figuren „tauchten in Die Entscheidung auf, was Das Vertrauen für jeden, der mit dem früheren Werk nicht vertraut ist, unverständlich macht.“

#### Hauptfigur
- Thomas Helger: Hauptperson in Das Vertrauen ist der Schlosser Thomas Helger, der als Schlosserlehrling im Roman Die Entscheidung nur eine Nebenrolle spielte. Als Kind war Thomas in ein Nazi-Waisenhaus gesteckt worden, da sein Vater ein Hitler-Gegner war,[69] und kehrte nach Kriegsende vorübergehend in das dann von einem Altkommunisten geführte Waisenhaus zurück, der für Thomas zur Vaterfigur und zum Hauptvertrauten wurde; ihm gesteht er auch über sein Verhältnis zu Pimi: „Zum Liebhaben ist die wahrhaftig nichts. […] Ich hab sie nur sehr gebraucht. Mit ihr war es lustig.“[70] Ebenso wie Heinz Köhler, mit dem Thomas eine Lerngemeinschaft bildete, ehe die beiden sich wegen des Einflusses von Thomas‘ Freundin Lina entfremdeten,[71] hat Thomas Helger im Sommer 1952[72] den Facharbeiterbrief erhalten,[73] sieht „das Kossiner Werk als sein eignes Werk an“[74] und ist „der vielversprechendste junge Arbeiter in Kossin“.[75] Durch den Ausflug nach West-Berlin spürt Thomas Helger einerseits „seine Verbundenheit mit einem bestimmten Raum“,[76] andererseits machen erst dieser Ausflug und seine Folgen es nötig, dass für ihn der Aufstand des 17. Juni 1953 zu einer „Bewährungsprobe“[77] wird, durch die Thomas Helger sich rehabilitiert und „sein Glück bei Toni Enders findet. Er hat noch nicht alles wieder gutgemacht, […] aber er ist auf dem Weg zu einem erfolgreichen Leben.“[78] Bevor es jedoch dazu kommt, will Thomas als „kluger, offener, warmherziger Junge“[79] einiges „für sich selbst sehen, ausprobieren, nachdenken.“[80] Insgesamt ist Thomas Helger „als eine Figur gestaltet, die in einer Zeit persönlicher sowie gesellschaftlich-politischer Verunsicherungen nach seinem Zuhause, nach seiner Heimat sucht.  Seghers macht dies vor allem an dem Gefühl des Gebrauchtwerdens fest, d. h. an der Erfüllung des eigenen Lebens mit einer bestimmten Sinngebung.“[81]

#### Nebenfiguren in der DDR (Auswahl)
- Toni Enders: Die Enkelin der Vermieter von Thomas Helgers und Paul Weber ist zu Beginn der Handlung „noch nicht fünfzehn“[82] und Halbwaise: Der „Vater ist gefallen. Meine Mutter hat noch mal geheiratet. Ihr neuer Mann ist Wirt in Trebbin.“[83] Toni ist etwas größer als der kleine Heinz Köhler, „es schimmerte goldbraun in ihren Augen und auf ihrem Haar und ihrer Haut.“[84] Sie bezaubert erst Heinz, am Schluss des Romans auch Thomas durch ihre „runde Stirn, ihre dichten Wimpern. Und ihren Mund, der nicht viel sprach und nicht viel lächelte. Und ihre glatten bräunlichen Arme. Und das dickte geflochtene Haar um den Kopf.“[85]
- Richard Hagen: Der ehemalige Spanienkämpfer und SED-Parteisekretär im Kossiner Stahlwerk hat graublondes Haar,[86] graublaue Augen[46] und gelegentlich Selbstzweifel hinsichtlich seiner Überzeugungskraft:[66] „Keineswegs immer, wenn er sie brauchte, standen ihm menschenentflammende Worte zur Verfügung.“[3] Es gelingt Hagen zwar nicht, „wichtige systemische Fehler zu erkennen“,[66] doch weil ihm der „Umgang mit einfachen Menschen viel wichtiger [ist] als die offiziell angeordnete Verehrung des verstorbenen sowjetischen Führers [Stalin]“,[87] erkennt Richard Hagen zumindest „den beginnenden Bruch zwischen Partei und Arbeitern wie auch zwischen älteren Kämpfern, wie er selbst einer ist, und der jüngeren Generation“.[88] Hagen setzt sich erst gegenüber dem Werkleiter dafür ein, die neuen Normen abzuschwächen, da man sie nicht „von einer Woche zur anderen erreichen“ könne,[89] während des Aufstands verhindert Hagen dann, dass Sowjet-Panzer auf das Werksgelände des Stahl-VEB Kossin rollen.[39]
- Heinz Köhler: Er hat im Sommer 1952[72] den Facharbeiterbrief erhalten, ebenso wie Thomas Helger,[73] und arbeitet in der Brigade von Paul Weber. Heinz ist klein und knochig,[90] hat ein „schönes, freches“ Gesicht[91] mit „schönen und frechen Augen“.[92] Für seine die gesamte Handlung über im Krankenhaus befindliche Mutter[93] spart er jeden Pfennig,[94] will nach deren Tod zu dem von ihr geschiedenen und wieder verheirateten Vater nach Frankfurt am Main.[95] „Thomas gefiel es, wie Heinz trotz seiner spitzen Zunge, trotz seiner frechen Witze sich ungeschwätzig, ohne Klagen durchschlug, der Mutter zulieb. Alles war Heinz schiefgegangen, er war als Kind kränklich und schwächlich gewesen, hatte die Schule oft wechseln müssen bei dem Herumgeziehe nach dem Krieg von Stadt zu Stadt.“[96] Thomas entgeht es auch nicht, „daß sein Freund Heinz Köhler sie [=Toni Enders] verschlungen hatte mit den Augen“,[97] heftig in Toni verliebt ist: „Sie war ganz spottlos. Und Heinz fiel in ihrer Nähe nicht der geringste Spott ein“,[90] was für ihn selten ist: „Ja, ich bin oft geradeheraus. Das klingt dann frech. Ich sage, was ich denke. Das ist hier keiner gewohnt.“[12]
- Erna „Pimi“ Menzel: Pimi war unmittelbar nach dem Krieg zusammen mit Thomas Helger in einer Jugendbande, die Mundraub beging, und arbeitet, als Thomas sie wiedertrifft, auf einer Geflügelfarm,[8] geht nebenher auch zur Schule, was ihr eine „Schrift wie ’ne Stickerei“[98] eingebracht hat. Pimis Stimme ist etwas piepsig und schnippisch.[99] „Sie sah zart aus von der Seite her, ebenmäßig war ihr Gesicht, ihre Wimpern waren dunkel und dicht.“[100] Die einzigen Sex-Szenen, die in dem Roman zumindest angedeutet werden, finden zwischen Thomas und der verführerischen Pimi statt, der die Autorin einerseits animalische Züge verleiht: Das „kleine weiße Katzengesicht“[101] weist „Mäusezähnchen“[8] auf, Pimi klettert „eichhörnchenhaft“,[102] und im „Hellen glänzten Pimis Augen wie die Augen von Nachtvögeln weniger stark.“[9] Andererseits gibt die Autorin Pimi auch märchenhafte Züge, so wird ihr Gesicht mal mit dem „Gesicht einer erwachsenen Zwergin“ verglichen,[103] mal steht Pimi mit einer „spitzen Kapuze […] wie ein Gnom auf gespreizten Beinen“ da.[104] „Pimi erscheint ihm [=Thomas Helger] als koboldartiges, verschlagenes Wesen, in deren Augen ‘etwas Gebrochenes, Schiefes‘ ist“,[105] was sie in Thomas‘ Augen zwar attraktiv und „lustig“ macht, aber eigentlich nichts zum „Liebhaben“ ist.[70] Später rührt Thomas wegen Pimis Schicksal das schlechte Gewissen: „Pimi hab ich im Dreck sitzenlassen, und ich, ich hab meinen Spaß an ihr gehabt.“[72] Pimis Liebe zu Thomas scheint zumindest insofern ehrlicher, als dass Pimi Eifersucht zeigt: Sie „zischte vor Wut“, als sie meint, eine West-Berliner Freundin wolle ihr Thomas ausspannen.[106]
- Ernst Riedl: Der aus Westdeutschland stammende Ingenieur hadert mit dem bereits im Roman Die Entscheidung erfolgten Tod seiner Frau, fördert die Karriere des Thomas Helger beim technischen Direktor des Stahl-VEB.[107] Ihm selbst „hatte die Mutter mit heimlich gesparten Pfennigen das Studium ermöglicht.“[108] Von Riedl unbeabsichtigt, eröffnet der von ihm abgeschlossene Interzonenhandels-Abschluss mit der Firma Greibisch dem Bentheim-Konzern die Möglichkeit, Bentheim-Leute in den Dunstkreis des Kossiner Stahlwerks zu schleusen.
- Lina Sachse: Die Arbeiterin im Rohrwerk des Kossiner Stahl-VEB ist „etwas älter als Thomas. Alles an ihr war langgestreckt, ihre hohe und schmale Gestalt, ihre Hände. Ihre Augen waren schön, immer ernst. Sie war beherrscht in allen Äußerungen“,[4] generell öfter still,[109] und „blaß und karg“[110] ihr Gesicht. „Ihr dunkelblondes dichtes Haar, das sie zu feierlichen Gelegenheiten besonders stark bürstete, verdeckte ihren langen Hals.“[111] Bereits zu Beginn der Handlung ist ihre Liebesbeziehung zu Thomas Helger angekränkelt: Sie wundert sich, dass Thomas noch zur Miete im Enders-Haus wohnt, statt zu ihr „in das große Zimmer zu ziehen. Ein Verwandter, der auf Montage nach Ungarn gefahren war, hatte es ihr überlassen.“[4] Da Lina im Krieg beide Eltern verlor, übertrug sie viele ihrer Gefühle auf die Vaterfigur, deren Bild in ihrem Zimmer hängt:[112] Stalin, „der für sie mehr sei als jeder andre“ ist[113] und dem sie unkritisch in blindem Glauben anhängt.[114] Nur dank ihres „dogmatischen“[115] Stalin-Glaubens ist „ihr die Welt unanfechtbar. Da gab es nichts zu rütteln und nichts zu deuteln. Fragen erschienen ihr schon wie Zweifel“.[79] Weil Lina charakterlich genau das Gegenteil von Heinz Köhler ist, kann sie ihn spätestens „nicht ausstehen“[73] seit dessen schnippischen Kommentar über den Burianek-Prozess.[116] Nach Stalins Tod „erscheint Lina nur noch selten im Roman. Die Autorin zeigt nicht, wie sie das Leben nach dem Sturz ihres Idols bewältigt hat.“[117]
- Ella Schanz: Mit der schwangeren Frau des Heiner Schanz gestaltet Seghers eine Figur, die „eher unpolitisch ist, und die letztendlich an der politischen Zerrissenheit der Welt zugrundegeht.“[118]
- Heiner Schanz: Das zu Wutausbrüchen neigende[119] Ex-Mitglied der Strafdivision 999, nunmehr Former im Kossiner Stahlwerk, ließ sich einst von einem US-Feldwebel zum Scheine anwerben, ehe der Feldwebel von Heiner „zusammengeschlagen“ wurde;[120] wegen der Schein-Anwerbung wurde Schanz allerdings dennoch aus der SED ausgeschlossen.[121] Als im Vorfeld des Juni-Aufstands seine herausragende Arbeitsleistung zur Norm erklärt werden soll, sieht er sich dadurch nicht nur um seine Prämien gebracht, die er gut gebrauchen kann, weil seine Frau Ella ein Kind erwartet, sondern auch in den Augen seiner Arbeitskollegen als Streber und „Antreiber“ gebrandmarkt.[14]
- Paul Weber: Der Brigadier im Kossiner Stahlwerk ist einerseits Vorgesetzter Heinz Köhlers, teilt andererseits mit Thomas Helger das Zimmer im Hause Enders, weil ihm vom Wohnort seiner Familie aus der zweistündige Weg zur Arbeit zu weit wäre.[122] „In gewöhnlichen Zeiten war Weber ein ruhiger, besonnener Mensch, unprahlerisch, zuverlässig, der ordentlich seine Arbeit machte“,[32] in den unruhigen Zeiten vor und während des Juni-Aufstands wird er, so der Ingenieur Riedl, „die Seele“ des Aufstands.[123]

#### Nebenfiguren im kapitalistischen Westen (Auswahl)
- Gerhard Bechtler: Bechtler, damals noch in Ostdeutschland lebend, war bereits im Berichtszeitraum des Romans Die Entscheidung dadurch aufgefallen, dass er sich gegen eine Parteimitgliedschaft in der SED entschied, ist dann „heimlich und pfiffig getürmt […], als handle es sich um ein belangloses Abenteuer“.[124] Er hat freche Augen[125] und einen flinken,[126] „hübschen Mund. Der Mund war etwas versteift von dauerndem spöttischen Lächeln.“[125] Neben Helmut von Klemm ist Bechtler einer derjenigen Bentheim-Beschäftigten, die sich subversiv um das Stahl-VEB Kossin herum aufhalten. Da er die Sentimentalität besitzt, die Beerdigung Ella Schanz’ abwarten zu wollen, wird er festgenommen.
- Eugen Bentheim: Der Erbe des Bentheim-Konzerns „wirkte freimütig, offenherzig, das war nicht zu leugnen. Er war ziemlich klein, aber zäh. Man sah ihm den Sport an.“[127] Eugen „wird als Kapitalist mit guten Seiten dargestellt. In seiner Jugend war er Sozialist und weiß noch immer, dass es die wahre Ideologie ist, doch seine Gier zwingt ihn, in die Fußstapfen seines Vaters zu treten“,[128] wobei Eugen im Umgang mit den Beschäftigten geschmeidiger ist als sein Vater oder sein verstorbener älterer Bruder Otto: Eugen weiß beispielsweise, dass den Bentheim-Konzern „ein Warnstreik […] teurer kommt als eine Zulage in der Mitte zwischen zwei Forderungen.“[129] Im Jahr 1952 hat Eugen sich „unbändig“ in Helga Büttner verliebt,[130] doch bekommt er vom Kommerzienrat Castricius diese Affäre ausgeredet, auf dessen Meinung Eugen mehr gibt als auf die seines eigenen Vaters.[131]
- Professor Berndt: Der ehemalige Werkleiter des Stahl-VEB Kossin ist weißhaarig und klein,[54] „viel älter“ als seine Gattin Dora[132] und zum Zeitpunkt der Handlung „verfeindet“ mit seinem ehemaligen Assistenten Wolfgang Büttner.[133] Die Ursache dafür liegt in ihrer gemeinsamen Vergangenheit: Berndt war mit Büttner vor den Nazis in ein Versteck geflohen, in das Dora Berndt ihnen u. a. die Post brachte, aus der Büttner dann – nachdem er und Berndt von der Gestapo gefunden wurden – die Namen verriet, um seine und Berndts Haut zu retten, was Berndt anwidert: „Wenn er sich geweigert hätte? Vielleicht wär mir die Flucht nochmal gelungen. Vielleicht nicht. Was dann? Sie hätten mich totgeschlagen. Aber, Herrgott, schlägt man mich nicht ohnedies tot? Irgendwann, irgendwo.“[134] Allerdings verschweigt Professor Berndt seiner Frau Dora die Ursache seiner Feindschaft mit Büttner und damit den Grund, warum er nicht nur nicht in Ost-, sondern dann auch in Westdeutschland nicht mit Büttner zusammenarbeiten kann.[135] „Seghers zeichnet Berndts Weggang aus Kossin als den Anfang eines schleichenden inneren Todes, ausgelöst durch Heimatlosigkeit bzw. Fern-Sein von der Heimat. Zum letzten Mal begegnet der Leser dieser Figur in Das Vertrauen in einer in Mexiko spielenden Szene. Diese war der Autorin besonders wichtig, da sie den Kontrast zwischen dem Verwurzeltsein eines jungen armen Mexikaners, Miguelito, und der Heimatlosigkeit Berndts hervorhob [...]. Der Gegensatz zwischen Zugehörigkeit und Heimatlosigkeit wird hier als Gegensatz zwischen Leben/Lebendigsein und Erstarrung/Tod gestaltet.“[136]
- Dora Berndt: Diese „kleine Frau mit den Amselaugen“[137] und Schulfreundin von Helga Büttner[132] ist viel jünger als ihr Mann Professor Berndt[132] und wartet bis zum Roman-Ende vergeblich auf die Rückkehr ihres Mannes aus Amerika.
- Helga Büttner: Diese Schulfreundin Dora Berndts[132] ist „hochgewachsen […], breitschultrig, aber schmalhüftig und hochbeinig, mit einfach schönem Gesicht“.[131] Ihr Haar ist streifenweise „wie Korn gebleicht, hellblond, dunkelblond, rötlich“,[130] und gemeinhin findet man sie „so schön, so witzig, daß man ihr gut und gern auch ein bißchen Eitelkeit“ zugesteht.[138] Durch Helgas Bekanntschaft mit den Berndts ist Helga mit Wolfgang Büttner bekannt geworden: Sie und Wolfgang sind „zum erstenmal in Dahlem, im Haus einer Großtante der Dora Berndt, aufeinander gestoßen.“[132] Wolfgang Büttner ist ihr dermaßen verfallen, dass sie ihn dazu brachte, eine offene Ehe zu führen, die sie dann mit Eugen Bentheim auslebt,[132] bis Kommerzienrat Castricius Eugen beeinflusst, diese Affäre auslaufen zu lassen.[58] Und Wolfgang Büttner ist es bewusst, wie sehr er seiner Helga verfallen ist: Er wird ihr gegenüber tätlich, nennt sie mehrfach „alte Hexe“.[132][139]
- Wolfgang Büttner: Dieser einstige Assistent und Freund des damaligen Kossiner Werkleiters Professor Berndt war mit Berndt vor den Nazis in ein Versteck geflohen, in das Dora Berndt ihnen u. a. die Post brachte, aus der Wolfgang dann – nachdem er und Berndt von der Gestapo gefunden wurden – die Namen verriet, um seine und Berndts Haut zu retten.[134] Bereits im Roman Die Entscheidung vom US-Geheimdienst durch Gestapo-Papiere dazu erpresst, in den Westen zu fliehen und Professor Berndt mitzunehmen, hat Büttner durch die Flucht in den Westen eine „gute Stelle“ erlangt, „auf die er scharf war. Endlich ein Forschungsinstitut. Stellvertretender Leiter.“[140]
- Helmut von Klemm: Dieser Freund des ursprünglichen Bentheim-Erben und einstigen SS-Angehörigen Otto Bentheim hat Augen „in eisiger blauer Schärfe“[141] und zumindest solange einen guten Stand im Bentheim-Konzern, wie Ottos Vater noch lebt. Für Ottos Bruder Eugen ist Helmut von Klemm dagegen „bloß ein Auswurf, ein ekliges Anhängsel von meinem toten Bruder“.[142] In den Dunstkreis der Bentheims gelangte Helmut von Klemm dadurch, dass sein Vater sich von seiner Mutter hatte scheiden lassen,[143] um sich mit der Castricius-Tochter Nora zu verloben (Otto Bentheims späterer Frau); allerdings war Vater Klemm dann bei einem Autounfall ums Leben gekommen.[144] Das hatte aber nicht zur Folge, dass Helmut zu seiner Mutter zurückkehrte, sondern es kam dazu, dass „ihr die SS den Sohn wegnahm, in ihre nationale Erziehungsanstalt“,[143] was den Grundstein zu einer teilweise mit Otto Bentheim geteilten SS-Karriere legte. Neben Gerhard Bechtler ist Helmut von Klemm einer derjenigen Bentheim-Beschäftigten, die sich subversiv um das Stahl-VEB Kossin herum aufhalten.
- Helen Wilcox: Die zweite Ehefrau des Ingenieurs Wilcox hat graue Augen, einen „Mädchenmund“[145] sowie einen „schmalen, kerzengeraden, aber beweglichen Rücken“.[146] Dass ihr Ehemann gegen ihren Willen ihr unangenehme Menschen wie Wolfgang Büttner zu ihnen nach Hause einlädt, ist für Helen ein Trennungsgrund,[147] weil ihr Ehemann andererseits ohne eheliche Rücksprache den Helen genehmen Wilcox-Ex-Schwager und Autor Herbert Melzer vor die Tür setzte.[148]
- Stephen Wilcox: Der Ingenieur ist Kontrolloffizier im Bentheim-Konzern und war in erster Ehe verheiratet mit einer Schwester des bereits im Roman Die Entscheidung gestorbenen Autors Herbert Melzer,[59] mit dem Stephens zweite Frau Helen sich anfreundete. „Ein kalter und trockner Mensch“, so eine Freundin Helens zu Helen über deren Mann, „den du nur genommen hast, weil er vermögend ist und dein Leben leicht und angenehm macht.“[149]

### Themen
Der Roman Das Vertrauen schildert „den Alltag der Arbeiter im volkseigenen Stahlwerk im fiktiven Kossin in der DDR“, thematisiert insbesondere in dem Verhältnis zwischen Thomas Helger und dem Waisenhaus-Leiter „ein für das gesamte Werk Seghers‘ relevantes Motiv […], das Motiv der Lehrer-Schüler-Beziehungen“, und bietet vor dem Hintergrund des Kalten Krieges beispielsweise auch einen erhitzten Whataboutism darüber, dass im Westen Müller unnötig erschossen, im Osten Schauprozesse abgehalten würden. Dominanter jedoch sind die Liebesgeschichten innerhalb des Romans: Heinz Köhlers einseitige Liebe zu Toni Enders, Tonis bis kurz vor Schluss des Romans unerwiderte Liebe zu Thomas Helger, die von Anfang an gestörte, denn beendete Liebesbeziehung zwischen Thomas und Lina Sachse, das sexuelle Begehren von Thomas für Pimi, die wiederum tatsächlich in Thomas verliebt sein könnte, da sie Eifersucht zeigt. Mit Pimi kommt ein Einschlag jener oberflächlichen Begierde in den Handlungsraum DDR, die im Westen von vornherein dominiert: Wolfgang Büttner begehrt seine Frau Helga so sehr, dass er ihre Untreue hinnimmt, und versucht seinerseits vergeblich mit der Tochter des Kommerzienrats Castricius anzubändeln, während Helga über eine sexuelle Beziehung zu Eugen Bentheim den sozialen Aufstieg versucht, der aber durch Castricius‘ Einfluss auf Eugen verhindert wird. Trotz dieser und weiterer einseitiger oder erwiderter Lieben ist das zentrale Thema dasjenige, was dem Buch den Titel gibt: Vertrauen, wie es enttäuscht wird, Vertrauen zu Menschen, Vertrauen zu einem Staat oder politischen System. „Die Entscheidung für den Sozialismus ist der erste Schritt. Dieses Thema wurde in Die Entscheidung behandelt. In Das Vertrauen werden diejenigen, die ihre Entscheidung getroffen haben, daran gemessen, wie sie die tägliche Aufgabe erfüllen, dieser Entscheidung gerecht zu werden.“

#### Vertrauen
Das Vertrauen der in der DDR lebenden Protagonisten kann sich auf zwei Arten zeigen: als Vertrauen in Staat und Partei oder als Vertrauen zu bestimmten Mitmenschen. „Der Roman stellt die konkrete Frage, ob sich die neue sozialistische Gesellschaft gegenüber ihren Bewohnern heimatlich gebart, ja wie heimatlich der bestehende sozialistische Staat überhaupt ist.“ Seghers Antwort auf die Frage, wem das Vertrauen zu gelten hat, ist eindeutig: „Statt Parteilichkeit bzw. Vertrauen in die Partei illustrieren die verschiedenen Beispiele im Roman Seghers‘ Vertrauen in die Genossen bzw. in die einzelnen Menschen“, und zwar aller Menschen: „Wer nicht beim Aufbau des Sozialismus mithilft, liegt in der Verantwortung der anderen. Dieses Thema der Verantwortung ist mit dem Thema Vertrauen verbunden.“ Damit steht und fällt das Vertrauen in den Staatssozialismus jedoch mit dem Vertrauen auf die Menschen, die in unterschiedlichem Grade Macht im Staat innehaben: „Ein Gradmesser für die Heimatlichkeit liegt auch in dem Spannungsfeld zwischen Vertrauen und Misstrauen, d. h. zwischen einer vertrauensvollen Kommunikation zwischen Funktionären und Arbeitern einerseits und einer aus Misstrauen erwachsenden Bevormundung und Gängelung der Arbeiter durch die Funktionäre andererseits“: Menschen wie Stalin haben das Vertrauen zerstört durch Bespitzelung, Denunziantentum, Anschuldigungen und Prozesse, Freiheitsstrafen und Gulag in Sibirien, Personenkult. Die Folge: „Ironischerweise ist die Atmosphäre in Ostdeutschland auf alles andere als auf Vertrauen aufgebaut. Die Autorin zeigt dies recht offen“.

#### Entfremdung und Enttäuschung
Dass die im Marx’schen Sinne veränderten Besitz- und Produktionsverhältnissen nicht die Entfremdung von Arbeit und Mitmenschen beenden, sondern dass die Entfremdung allein von den Menschen abhängt, zeigt sich in dem Roman auf beiden Seiten des Eisernen Vorhangs: Der geschmeidige, nahbare Eugen Bentheim hat Erfolg bei den Bentheim-Beschäftigten, obwohl sein Pragmatismus reiner Berechnung entspringt, während „die gestörte Kommunikation zwischen Partei und Arbeitern oder das ungerechte Handeln dogmatischer Parteifunktionäre“ sogar den grundsätzlich offenen Thomas Helger zweifeln lassen: „Wie kam es, daß die Strengen, Unversöhnlichen viel Macht besaßen?“ Für die spanische Literaturwissenschaftlerin Maria Loreto Vilar schildert Seghers in Das Vertrauen somit letztlich „eine Wirklichkeit, die in keine dem kommunistischen Ideal entsprechend humanisierte Zukunft blicken lässt, in der allgegenwärtige Indoktrinierung [...] grassiert und Sektierertum sich durchsetzt.“

#### Aufstand
Die Schilderung des Aufstands vom 17. Juni 1953 wird in dem Roman zum „wesentlichsten Kristallisationspunkt[] der Handlung“, denn die „Reaktion der Menschen an diesem Tag ist ein Beweis für die Stärke ihrer Entscheidung für den Sozialismus und für ihr Vertrauen in die Partei“, die wirklich zählt: die SED. „Anhand der Diskussionen unter den Arbeitern und mit den Parteifunktionären wird das geschildert, was zum Protest führt, vor allem die prekären Arbeitsbedingungen, die die Arbeiter zu einem kargen Lebensstandard zwingen“, sowie „der Mangel an Konsumgütern und die hohen Produktionsnormen. Doch alles wird gemäß der offiziellen Parteipolitik wegerklärt. Ostdeutschland muss von seinen Bürgern Opfer fordern, um den Sozialismus aufzubauen und die Kriegsschuld zu beseitigen.“ Trotz dieser Malaisen und „dem sich ausweitenden Kommunikationsproblem zwischen Partei und Arbeitern“ bietet Seghers eine „im Grunde parteikonforme Deutung der Ereignisse, indem sie den Aufstand nicht als legitimen Streik, sondern als konterrevolutionäre Aktion wertet“, die „mit Unterstützung aus dem Westen geplant und durchgeführt wurde“. Seghers strickt in Das Vertrauen folglich mit am Narrativ, es habe westlich-kapitalistische Hintermänner des Aufstands gegeben:
- Es habe geheime Kommando-Zeichen im West-Radio gegeben,[161][162] z. B. im RIAS.[163]
- Der Westen habe vom bevorstehenden Aufstand gewusst, was angeblich dadurch zu belegen sei, „daß die Ostwerte im Kurs gestiegen und unterderhand sehr lebhaft im Umlauf waren.“[164]
- Anhand der fiktiven Personen Bechtler und von Klemm schildert Seghers die These von westlichen „Provokateuren“.[165]

Durch die Hetze jener westlichen Agitatoren sei es nicht zu einem Aufstand im engeren Sinne gekommen, sondern zu einem „Kampf Arbeiter gegen Arbeiter. Die Rolle der Russen wird ignoriert.“ Pikant mit Blick auf den Titel des Romans Das Vertrauen ist ein Text von Kurt Barthel im Neuen Deutschland vom 20. Juni 1953, in dem es seitens der Partei an die Bauarbeiter heißt: „Da werdet ihr sehr viel und sehr gut mauern und künftig sehr klug handeln müssen, ehe euch diese Schmach vergessen wird. Zerstörte Häuser reparieren, das ist leicht. Zerstörtes Vertrauen wieder aufrichten ist sehr, sehr schwer“, worauf Bertolt Brecht in Die Lösung reagierte.

## Rezeption
„Die Resonanz von Das Vertrauen ist [...] durch die politischen Spannungen des Kalten Kriegs bedingt“ nicht nur bei der Deutung des Geschriebenen, sondern auch bei der Nicht-Deutung: „Sowohl von der östlichen als auch von der westlichen Literaturkritik wird gleich nach dem Erscheinen des Romans ignoriert, dass in Das Vertrauen die verschiedenen Unrechts- und Gewaltformen des Stalinismus – die Schauprozesse im Ostblock [...], der Personenkult [...] und die Niederschlagung des Aufstands vom 17. Juni 1953 in der DDR [...] – anhand von Figurenreden aus Ost und West erfasst werden, und dass heikle, tabuisierte Themen wie die politisch-ideologischen Schwankungen der Genossen – angesichts der Moskauer Ärzte-Prozesse [...] und die Information über die Gefängnisse und Gulags in der Sowjetunion [...] – als offene Fragen dargestellt werden“.

### Rezeption in der damaligen DDR
Der Roman Das Vertrauen wurde in der damaligen DDR begeistert aufgenommen. So verglich die AdW-Professorin Sigrid Bock (1930–2019) den Roman mit Tolstois Krieg und Frieden und behauptete, dass der Roman einen höheren Grad an Realismus erreiche als das wirkliche Leben. Der Germanist Heinz Plavius nannte den Roman einen Vertrauensbeweis in die sozialistische Gesellschaft, lobte ihn als Meisterwerk des Sozialistischen Realismus und erklärte, Seghers verlange von ihren Lesern und ihren Romanfiguren, in historischen Begriffen zu denken. Andererseits betonten ostdeutsche Rezensenten, „dass es in Das Vertrauen zwar keinen ‘positiven Helden‘ […] gebe, aber ein breites Kollektiv“.

### Rezeption im kapitalistischen Westen
Westliche Kritiker kritisierten „den propagandistischen Ton, die Armut der Sprache, die verzerrte Darstellung der Ereignisse vom 17. Juni, das infantile Niveau der Diskussionen über wichtige Fragen“, weswegen der Kritiker Franz Schonauer (1920–1989) Das Vertrauen „als den schlechtesten Roman aus der DDR seit langem bezeichnete.“ Langfristig beeinflusst wurde die Rezeption in der Bundesrepublik Deutschland durch Marcel Reich-Ranicki, der dazu beitrug, dass Anna Seghers als eine einst große Schriftstellerin gesehen wurde, „die ihr Talent zugunsten eines korrupten und unmenschlichen Regimes geopfert hatte.“ Noch in dem Nachruf auf Seghers schrieb Der Spiegel daher, dass u. a. Das Vertrauen „den Weg einer großen Erzählerin“ dokumentiere, die immer weniger hinter den Plakaten einer kommunistischen Ideologie „nach der Wahrheit fragte und suchte.“

#### Darstellung des kapitalistischen Westens
„Die Schwarzmalerei des Lebens im Westen im Gegensatz zum puritanischen Weiß des Ostens, das trotz der Bemühungen der Autorin grau wirkt, ist eine Schwäche des Romans“, dessen Gleichsetzung der Firma Greibisch als „Nachrichtendienst“ des Bentheim-Konzerns mit der Geheimpolizei der DDR „naiv und irreführend“ und dessen Darstellung der westlichen Charaktere „platt“ sei: Die Bösewichte seien durch Gier oder Rache motiviert oder einfach nur böse, den guten Charakteren im Westen ginge es – es gibt kein richtiges Leben im falschen – dort einfach elend. Darüber hinaus sei z. B. die Lebenskrise der Berndts „unrealistisch und nicht überzeugend dargestellt“ sowie „künstlich konstruiert“.

#### Darstellung des Stalinismus
„Schamlos scheint mir die Liebe der alten Anna Seghers zu Stalin zu sein. In diesem Sinne halte ich den Roman Das Vertrauen für obszön“, lautete 1969 ein Urteil des Literaturkritikers Marcel Reich-Ranicki in seiner Rezension des Romans Das Vertrauen. Bis zu seinem Lebensende blieb Reich-Ranicki bei der auch anderweitig kolportierten Einschätzung, Seghers habe in Das Vertrauen „einen Stalinismus in hochprozentiger Auflösung nicht nur entschuldigt, sondern geradezu verherrlicht.“ So schrieb Marcel Reich-Ranicki: „In ihrem 1969 veröffentlichten Roman Das Vertrauen werden die Leser buchstäblich wie Schwachsinnige behandelt: Anna Seghers präsentiert ihnen allen Ernstes noch die größten und dümmsten Propagandalügen. So sollen dem Roman zufolge – nur um dieses Beispiel anzuführen – am 17. Juni 1953 gegen den SED-Staat bloß Agenten, Idioten und Kriminelle rebelliert haben. Mehr noch. Dieser Roman enthält eine Art Liebeserklärung – und es ist kein anderer als Stalin, den Anna Seghers noch viele Jahre nach seinem Tod inbrünstig liebt und trotz aller die Welt erschütternden Enthüllungen als den gütigen Vater aller Nationen und den Weisesten aller Weisen preist.“ Tatsächlich wird von den Figuren des Romans die angebliche Ärzteverschwörung und deren Aufarbeitung nie ernsthaft diskutiert, was „eine Beleidigung der Intelligenz des Lesers und ein Wahrheitsscheu seitens des Autorin“ darstelle, und generell werden in den Diskussionen zwischen den Figuren des Romans oft „Fragen gestellt, aber keine Antworten gegeben. Entweder wird das Thema gewechselt oder als Erwiderung wird ein simples Parteiklischee angeboten.“ Folgte man jedoch der Logik, dass die Figuren eines Textes die Haltung eines Autors oder einer Autorin wiedergeben, wäre Seghers mit genau dem gleichen Recht, mit dem man ihr aufgrund von Das Vertrauen Stalinismus vorwirft, aufgrund von Ein Mensch wird Nazi Nazismus vorzuwerfen: Stalinfreundliche Äußerungen fiktiver Romanfiguren in Das Vertrauen sind „nicht aus dem Wunsch heraus entstanden, Stalin zu loben, sondern vielmehr, um die wahre Einstellung der Menschen zum sozialistischen Staat zu offenbaren“, in diesem Fall vor allem die Einstellung der fiktiven Figur Lina Sachse: Seghers „stellt die Vergötterung Stalins durch einen Teenager in einem sehr kritischen Licht dar und weist auf die Gefahren des Personenkults hin, der, da er auf der irrationalen Akzeptanz der Unfehlbarkeit einer Person beruht, kritisches Denken unmöglich macht und damit den sozialistischen Fortschritt behindert.“ Daher erkennen Teile der Sekundärliteratur im 21. Jahrhundert in Das Vertrauen eine „eindeutige Kritik am Personenkult, der die normalen menschlichen Beziehungen zerstört“, so die spanische Literaturwissenschaftlerin Maria Loreto Vilar, die meint, die von ihr analysierten Textstellen seien „bezüglich des auch in der DDR maßgeblich gewordenen Personenkults um Stalin unmissverständlich kritisch“.

#### Sonstige Kritik
„Zusätzliche Schwierigkeiten für den Leser sind die erschöpfenden Beschreibungen von Charakteren, die nie wieder auftauchen. [...] Abgesehen davon, dass es sich um schlechte Schreibe handelt, überfrachtet es unnötig“ einen Roman, der laut Fritz J. Raddatz ohnehin „schlecht“ ist. Reich-Ranicki gegen Ende seiner Rezension in Die Zeit: „So bleibt der allerdings sehr fragwürdige Trost, daß dieses Buch niemanden verdummen kann: denn es ist zu langweilig.“

## Textausgaben
- Das Vertrauen. Roman. (= Gesammelte Werke in Einzelausgaben, Band 8.) Aufbau-Verlag, Berlin 1975.
- Das Vertrauen. Roman. (= Sammlung Luchterhand, Band 624.) 2. Auflage. Luchterhand, Neuwied 1988, ISBN 3-630-61624-0.

## Sekundärliteratur (Auswahl)
- K. V. Alward: Das Vertrauen. In: K. V. Alward: Anna Seghers and Socialist Realism. (Doktorarbeit.) McGill University, Montreal 1972. S. 344–362. (pdf).
- Sylvia Fischer: Die heimatliche sozialistische Gesellschaft? Anna Seghers‘ Romane „Die Entscheidung“ (1959) und „Das Vertrauen“ (1968). In: Sylvia Fischer: Dass Hämmer und Herzen synchron erschallen. Erkundungen zu Heimat in Literatur und Film der DDR der 50er und 60er Jahre. (Doktorarbeit.) The Ohio State University, Columbus OH 2014. S. 117–167. (pdf).
- Maria Loreto Vilar: Stalin, der alte Schurke, der Teufel, der Zar, der Greis, und die Trauer Anna Seghers um seinen Tod. In: Revista de Filología Alemana. 2003, Nr. 11, ISSN 1133-0406, S. 121–143. (pdf).
- Maria Loreto Vilar: Das Vertrauen. In: Carola Hilmes, Ilse Nagelschmidt (Hrsg.): Anna Seghers-Handbuch. Leben – Werk – Wirkung. Metzler, Stuttgart 2020, ISBN 978-3-476-05664-1. S. 143–148.